# 乌韦·本特
乌韦·本特（德語：Uwe Benter，1955年12月1日—），德国前男子赛艇运动员。他曾代表西德参加1972年夏季奥林匹克运动会赛艇比赛，获得男子四人单桨有舵手金牌。